# جین ونتون
جین ونتون (انگلیسی: Jane Winton; زاده ۱۰ اکتبر ۱۹۰۵ – درگذشته ۲۲ سپتامبر ۱۹۵۹) هنرپیشه و خواننده اهل ایالات متحده آمریکا بود.

## گزیده فیلمشناسی
از فیلم‌ها یا برنامه‌های تلویزیونی که وی در آن نقش داشته‌است می‌توان به آثار زیر اشاره کرد.
- دن خوان (فیلم ۱۹۲۶) (۱۹۲۶)
- طلوع: آواز دو انسان (۱۹۲۷)
- پل سن لوئیس ری (۱۹۲۹)
- فرشته‌های جهنم (فیلم) (۱۹۳۰)